# 国際分業
国際分業（こくさいぶんぎょう、英語: international division of labour）とは、経済学用語の一つ。国家と国家との間で分業を行うことを国際分業と言う。これはそれぞれの国において割安で生産できる物を、互いに多く生産して輸出しあうことで互いの国家において生産する場合よりもコストを削減することを目的として行われている。日本が行ってきた国際分業としては、日本は原材料が不足していることから原材料は外国に頼ると同時に、日本は工業技術が発達しているということから工業製品は優れており、その工業製品を外国に輸出する加工貿易という形での国際分業を行ってきた。